# Anne Paceo

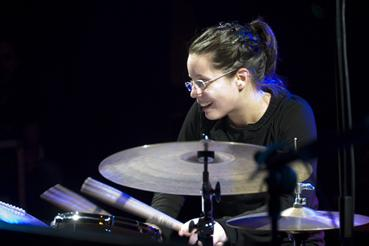
Anne Paceo beim Jazzfestival
San Javier, 2007

Anne Paceo (* 1984) ist eine französische Jazz-Schlagzeugerin, Bandleaderin und Komponistin.

## Leben und Wirken
Anne Paceo wuchs in Côte d’Ivoire auf, 1994 begann sie in Frankreich als Schlagzeugerin aufzutreten, 1998 mit Stéphane Kochoyan auf dem Festival Les enfants du jazz in Barcelonnette. In den folgenden Jahren arbeitete sie u. a. mit Kenny Garrett, Ravi Coltrane und Dianne Reeves. Anfang der 2000er Jahre ging sie mit verschiedenen Funk-, Soul-, Jazz- und Rockband auf Tour, 2003 hatte sie Unterricht bei Sunny Murray. Ab 2005 spielte sie in der Band des Gitarristen Christian Escoudé, bei dessen Alben Catalogne und Joue Brassens: Au bois de mon coeur sie mitwirkte. Daneben arbeitete sie mit Géraldine Laurent, im 6tet mit Pierre Boussaguet und André Villéger.
Ab 2005 studierte Paceo am Pariser Conservatoire de Paris bei Dré Pallemaerts, Glenn Ferris, Hervé Sellin, Riccardo Del Fra und François Théberge. Ab Ende der 2000er Jahre spielte sie u. a. mit Henri Texier, Julien Lourau, Rhoda Scott, Rick Margitza, Yaron Herman und Alain Jean-Marie; 2008 legte sie mit ihrem Trio Triphase, das sie mit dem Pianisten Leonardo Montana und dem Bassisten Joan Eche Puig gegründet hatte, beim Label Laborie Jazz ihr Debütalbum vor, gefolgt von Auftritten auf Festivals wie Jazz à Vienne oder Jazzahead. 2010 ging sie im European Jazz Orchestra auf Tournee, 2011 trat sie auf dem Duisburger Traumzeit-Festival auf. Des Weiteren süpielte sie auf Christian Escoudés Album Joue Brassens: Au bois de mon cœur (2011).
2012 arbeitete Paceo mit eigenem Quintett, das aus Antonin-Tri Hoang, Pierre Perchaud, Leonardo Montana und Stéphane Kerecki bestand, ab 2016 mit dem Quartett Circles. 2020 gehörten dieser Formation beim New Yorker Winter Fest Julien Lourau (Tenorsaxophon), Isabel Sörling (Gesang) und Tony Paeleman (Piano) an. Seit 2019 ist sie zumeist mit ihrem Sextett Bright Shadows unterwegs. Außerdem wirkte sie bei Projekten wie Myanmar Meets Europe mit, aus dem das Live-Album  Fables of Shwedagon resultierte, und in der Norrbotten Big Band; auch ist sie auf Alben von China Moses, Raphaël Imbert und Marion Rampal zu hören.

## Auszeichnungen
2006 gewann sie verschiedene Nachwuchswettbewerbe, darunter mit ihrer Band Triphase den ersten Preis beim Festival de Jazz beim Festival St Germain des Prés. 2009 erhielt sie den Django d’Or als „neues musikalisches Talent“. 2011 wurde sie mit dem Preis Les Victoires du Jazz in der Kategorie „französische Neuentdeckung („Révélation“) des Jahres“ (Prix Frank Ténot) ausgezeichnet; 2016 und 2019 war sie bei Victoires du Jazz „Künstler des Jahres.“

## Diskographische Hinweise
- Triphase (Laborie, 2008)
- Empreintes
- Yôkaï (Laborie, 2012)
- Circles (Laborie, 2016, mit Leïla Martial, Émile Parisien, Tony Paeleman sowie Adrien Daoud)
- Fables of Shwedagon (Laborie, 2018, mitgeschnitten bei Jazz sous les pommiers 2017)
- Bright Shadows (Laborie, 2019, mit Ann Shirley, Florent Mateo, Christophe Panzani, Pierre Perchaud und Tony Paeleman)[6]
- S.H.A.M.A.N.E.S. (Drumzzz 2022, mit Isabel Sörling, Marion Rampal, Christophe Panzani, Tony Paeleman, Benjamin Flament)[7]